# Air Support
Air Support è un videogioco strategico sviluppato e pubblicato dalla Psygnosis per Amiga nel 1992 e Atari ST sempre nello stesso anno.
Esiste anche una versione per la mitica consolle Commodore 64, sviluppata in precedenza nel 1984. Il gioco viene classificato come "strategy, turn based", evidenziando le peculiarità in termini di gioco di strategia basato su turni